# Jean Poiret (acteur)
Jean Poiret (Parijs, 17 augustus 1926 - Suresnes 14 maart 1992)  was een Frans acteur, film- en toneelregisseur, humorist, scenarioschrijver en schrijver.
Hij was zowel actief in de wereld van het toneel als in die van de televisie en de film. 
Hij is vooral bekend als de auteur van het komisch toneelstuk La Cage aux folles (1973) dat onder dezelfde titel erg succesvol werd verfilmd in 1978.

## Leven en werk

### Afkomst en opleiding
Poiret was van bescheiden afkomst. Hij werd geboren als het enig kind van een glaswerker en een assistente-boekhouder. Hij groeide op in de Parijse voorstad Villejuif. Al vroeg werd hij gefascineerd door het theater. Hij besloot acteur te worden en ging dan ook toneellessen volgen in Parijs. In 1944 verscheen hij voor het eerst op de planken in een stuk van John Millington Synge.
In 1951-1952 vertolkte hij een rol in het populaire radiofeuilleton Malheur aux barbus waarvan zijn mede-acteurs, het komisch duo Pierre Dac en Francis Blanche, de bedenkers waren. 

### Ontmoeting met Michel Serrault
Poiret ontmoette Michel Serrault in 1952. Ze hadden dezelfde toneellessen gevolgd en waren beiden op zoek naar kleine rollen in klassieke stukken. Ze bundelden hun krachten en talenten en traden als populair komisch duo met heel veel bijval op in de cabaretten van het Parijs van de jaren vijftig en zestig. Een van hun beroemdste sketches was Les interviews de Jean Poiret et Michel Serrault: Jerry Scott, vedette internationale. Tegelijkertijd werd Poiret als komisch acteur gevraagd door de filmwereld. Hij werd, vooral in de jaren vijftig en zestig, heel dikwijls gecast met Serrault (zesentwintig films).

### Film

#### Jaren vijftig: debuut en doorbraak
Poiret debuteerde in 1953 in André Hunebelle's Les Trois Mousquetaires. In deze bijzonder succesvolle mantel- en degenfilm vertolkte hij een van de lijfwachten van de kardinaal de Richelieu. Drie jaar later brak hij door in de eveneens heel succesrijke komische musicalfilm Cette sacrée gamine (1956), naast hoofdrolspeelster Brigitte Bardot en, voor het eerst, naast zijn kompaan Serrault.
Poirets komisch talent werd bijna enkel en alleen aangewend in komische films. Die droegen titels die meestal voor zichzelf spraken. De meest frappante waren La Terreur des dames, Adorables Démons, Ma femme est une panthère, Comment réussir en amour en Jaloux comme un tigre.

#### Jaren zestig
De jaren zestig vormden de productiefste periode voor Poiret. Aan het begin van dit decennium leerde hij veelfilmer Jean-Pierre Mocky kennen. Deze onafhankelijke, non-conformistische en provocerende cineast liet Poiret spelen in acht films. Hij castte hem drie keer met de filmkomieken Bourvil en Francis Blanche: in de succesrijke komedie Un drôle de paroissien (1963) als de vriend van de aristocratische armoezaaier, in de misdaadkomedie La Grande Frousse (1965) en in de succesrijke komedie La Grande Lessive (!) (1968). In 1965 koppelde Mocky Poiret aan Fernandel, een andere grote Franse filmkomiek,  in de komedie La Bourse et la Vie. Poiret was ook enkele keren te zien in komische films met de humorist Fernand Raynaud in de hoofdrol, zoals in C'est pas moi, c'est l'autre (1962).

#### Jaren zeventig
Poiret verscheen opnieuw naast Bourvil in de komische oorlogsfilm Le Mur de l'Atlantique (1970), een kaskraker. Daarna draaide Poiret geen films meer tot 1979 toen Pierre Tchernia hem samen met Serrault vroeg voor zijn komedie La Gueule de l'autre, een bescheiden succes.
Ondertussen was Poiret teruggekeerd naar het theater. Hij stond op de bühne en schreef stukken waarvan het bekendste La Cage aux folles was. Boezemvriend Serrault en hijzelf speelden de hoofdrollen in perfecte symbiose bijna tweeduizend keer in die periode. In 1978 besloot hij zijn toneelstuk te laten verfilmen door Edouard Molinaro: La Cage aux folles werd een daverend succes.

#### Latere carrière met voldragen rollen
Poiret maakte zijn comeback op het grote scherm in 1980 dankzij François Truffaut die hem castte in Le Dernier Métro. Hij vertolkte de wat dubbelzinnige medewerker van de vrouw van de joodse regisseur Lucas die zich tijdens de oorlog in de kelder van het theatergebouw verstopt houdt. Als tussenpersoon leidt hij de repetities op aangeven van Lucas. Dit romantisch Tweede Wereldoorlogsdrama genoot ongemeen veel bijval bij het publiek en bij de kritiek (tien Césars).
Molinaro regisseerde in 1980 ook de sequel La Cage aux folles 2. Poiret schreef mee aan het scenario. De komedie behaalde eveneens heel wat succes.
In 1984 verfilmde Georges Lautner Poirets toneelstuk Joyeuses Pâques (1980) onder dezelfde titel. Jean-Paul Belmondo verving hoofdrolspeler Poiret op het witte doek. Deze filmadaptatie werd ook een denderend succes. Nog in 1984 was Poiret als vriend van Lino Ventura te zien in de romantische en dramatische thriller La Septième Cible.
Claude Chabrol castte Poiret twee keer voor de hoofdrol van de weinig orthodoxe inspecteur Lavardin in de misdaadfilms Poulet au vinaigre (1985) en Inspecteur Lavardin (1986).
Bijna twintig jaar na La Grande Lessive (!) deed Mocky nog drie keer een beroep op Poiret en knoopte weer aan met het succes. In de komedie Le Miraculé (1987) bedacht hij hem met de hoofdrol van een fraudeur die na een ongeval verlamde benen voorwendt. Wanneer de valsspeler naar Lourdes gaat om verlost te worden van zijn verlamming wordt hij in het oog gehouden door een achterdochtige verzekeringsagent (Serrault). Deze film betekende de laatste samenwerking van de tandem Poiret-Serrault. In 1988 volgden nog twee komedies: in Les Saisons du plaisir (1988) was hij een van de congresgangers op een samenkomst georganiseerd door een parfumbedrijf. Nog in 1988 was weer een hoofdrol voor hem weggelegd in de komedie Une nuit à l'Assemblée nationale.
In de historische ten tijde van de Julimonarchie gesitueerde dramatische biopic Lacenaire (1990) gaf Poiret gestalte aan een veiligheidschef op bezoek in de gevangenis bij de beruchte oplichter-dichter-moordenaar Pierre François Lacenaire. 
In het jaar van zijn overlijden regisseerde Poiret Le Zèbre, zijn enige en meteen laatste film. Dankzij deze succesrijke tragikomedie kreeg zijn hoofdactrice en echtgenote Caroline Cellier een nominatie voor de César voor beste actrice en hijzelf kreeg postuum een nominatie voor de César voor beste debuutfilm. 

### Privéleven
In 1958 trouwde Poiret met Françoise Dorin. Zij schonk hem een dochter: Sylvie (1960). In 1965 ontmoette hij de actrice  Caroline Cellier (1945-2020) met wie hij zou trouwen in 1989. Samen hadden ze een zoon: Nicolas (1978).
Poiret stierf in 1992 ten gevolge van een hartinfarct op 65-jarige leeftijd. Hij ligt begraven op het cimetière du Montparnasse.

## Filmografie (ruime selectie)

### Acteur
- 1953 - Les Trois Mousquetaires (André Hunebelle)
- 1956 - Cette sacrée gamine (Michel Boisrond)
- 1956 - La Terreur des dames (Jean Boyer)
- 1957 - Assassins et Voleurs (Sacha Guitry)
- 1957 - Adorables Démons (Maurice Cloche)
- 1957 - Le Naïf aux quarante enfants (Philippe Agostini)
- 1958 - Clara et les Méchants (Raoul André)
- 1959 - Nina (Jean Boyer)
- 1959 - Oh! Qué mambo (John Berry)
- 1959 - Messieurs les ronds-de-cuir (Henri Diamant-Berger)
- 1960 - La Française et l'Amour (anthologiefilm, episode Le divorce van Christian-Jaque)
- 1960 - Candide ou l'Optimisme au XXe siècle  (Norbert Carbonnaux)
- 1961 - Auguste (Pierre Chevalier)
- 1962 - C'est pas moi, c'est l'autre (Jean Boyer)
- 1962 - La Gamberge  (Norbert Carbonnaux)
- 1962 - Comment réussir en amour  (Michel Boisrond)
- 1963 - La Foire aux cancres (Louis Daquin)
- 1963 - Les Vierges (Jean-Pierre Mocky)
- 1963 - Un drôle de paroissien (Jean-Pierre Mocky)
- 1964 - Les Durs à cuire (Jack Pinoteau)
- 1964 - Jaloux comme un tigre (Darry Cowl)
- 1964 - La Grande Frousse of La Cité de l'indicible peur (Jean-Pierre Mocky)
- 1965 - Les Baratineurs (Francis Rigaud
- 1965 - La Bonne Occase (Michel Drach)
- 1965 - La Tête du client (Jacques Poitrenaud)
- 1966 - La Bourse et la Vie (Jean-Pierre Mocky)
- 1967 - Le Grand Bidule (Raoul André)
- 1968 - Ces messieurs de la famille (Raoul André)
- 1968 - La Grande Lessive (!) (Jean-Pierre Mocky)
- 1970 - Ces messieurs de la gâchette (Raoul André)
- 1970 - Le Mur de l'Atlantique (Marcel Camus)
- 1971 - Qu'est-ce qui fait courir les crocodiles? (Jacques Poitrenaud)
- 1979 - La Gueule de l'autre (Pierre Tchernia)
- 1980 - Le Dernier Métro (François Truffaut)
- 1982 - Que les gros salaires lèvent le doigt! (Denys Granier-Deferre)
- 1984 - La Septième Cible (Claude Pinoteau)
- 1984 - Liberté, Égalité, Choucroute (Jean Yanne)
- 1985 - Poulet au vinaigre (Claude Chabrol)
- 1986 - Inspecteur Lavardin (Claude Chabrol)
- 1986 - Je hais les acteurs (Gérard Krawczyk)
- 1987 - Le Miraculé (Jean-Pierre Mocky)
- 1988 - La Petite Amie (Luc Béraud)
- 1988 - Les Saisons du plaisir (Jean-Pierre Mocky)
- 1988 - Une nuit à l'Assemblée nationale (Jean-Pierre Mocky)
- 1990 - Lacenaire (Francis Girod)
- 1992 - Sup de fric (Christian Gion)

### (Mede)scenarioschrijver (van zijn eigen toneelstuk)
- 1978 - La Cage aux folles (Edouard Molinaro)
- 1980 - La Cage aux folles 2 (Edouard Molinaro)
- 1984 - Joyeuses Pâques (Georges Lautner)

### Regisseur
- 1992 - Le Zèbre

## Discografie
Poiret heeft een uitgebreide discografie op zijn naam staan, niet alleen als solo artiest maar vooral met zijn vriend Michel Serrault. 